# سكوت هانان
سكوت هانان هو لاعب هوكي الجليد كندي، ولد في 23 يناير 1979 في ريتشموند في كندا.

## وصلات خارجية
- سكوت هانان على موقع دوري الهوكي الوطني (الإنجليزية)
- سكوت هانان على موقع قاعة مشاهير الهوكي (لاعب أن.إتش.أل) (الإنجليزية)
- سكوت هانان على موقع EliteProspects.com (الإنجليزية)
- سكوت هانان على موقع HockeyDB.com (الإنجليزية)
- سكوت هانان على موقع Hockey-Reference.com (الإنجليزية)